# Tscheschme-Ali
Koordinaten: 35° 36′ 37″ N, 51° 26′ 59″ O
Tscheschme-Ali (persisch چشمه‌علی, DMG Češme-ʿAlī, ‚Ali-Quelle‘, auch Cheshmeh-Ali oder Cheshmeh-e Ali (Tepe)) ist eine Quelle und ein historisch bedeutsamer Ort im Norden von Schahr-e Rey rund 15 Kilometer südlich der iranischen Hauptstadt Teheran.